# Nový začátek
Nový začátek, maďarsky Új Kezdet, zkráceně ÚK, je pravicová politická strana v Maďarsku, kterou v roce 2016 založil György Gémesi.

## Historie
Strana Nový začátek vznikla 20. dubna 2016. Na vzniku se podílel i její současný předseda György Gémesi, starosta města Gödöllő, předseda Asociace maďarských samospráv a bývalý poslanec za FKgP. V říjnu 2017 strana představila svůj program. V prosinci téhož roku došlo k dohodě mezi Györgyem Gémesiem a Bernadett Szél o společném postupu ÚK a zeleného hnutí Politika může být jiná (LMP) v parlamentních volbách na jaře 2018.

## Stranický aparát
Nový začátek má své místní stranické organizace, kromě hlavního města Budapešti, například také ve městech: Gödöllő, Komlóska, Mánfa, Pécs, Szombathely, Tolna, nebo Zalaegerszeg.

## Volební výsledky

### Volby do Zemského shromáždění
| Volby | Celostátní kandidátní listina (90) | Celostátní kandidátní listina (90) | OEVK (109) | OEVK (109) | Mandáty | Mandáty | Status         |
| Volby | Hlasy                              | %                                  | Hlasy      | %          | Počet   | %       | Status         |
| ----- | ---------------------------------- | ---------------------------------- | ---------- | ---------- | ------- | ------- | -------------- |
| 20181 | 404 429                            | 7,06                               | 312 731    | 5,68       | 1/199   | 0       | opozice        |
| 2022  | 0                                  | 0                                  | 0          | 0          | 0/199   | 0       | mimo parlament |

1: Členové ÚK (György Gémesi, Krisztina Hohn) kandidovali na kandidátní listině hnutí Politika může být jiná (LMP).

### Volby do Evropského parlamentu
| Volby | Počet hlasů | Hlasy v % | Počet mandátů | Politická skupina EP | Evropská strana |
| ----- | ----------- | --------- | ------------- | -------------------- | --------------- |
| 2019  | —           | —         | 0/21          | —                    | —               |
| 20242 | 39 646      | 0,87      | 0/21          | —                    | EDP             |

2: Členka ÚK (Krisztina Hohn) kandidovala na kandidátní listině LMP – Zelená strana Maďarska (LMP).